# Don Knight
Donald Knight (* 16. Februar 1933 in Manchester, Lancashire, England, Vereinigtes Königreich; † 18. August 1997 in Squaw Valley, Fresno County, Kalifornien, Vereinigte Staaten) war ein in England geborener Film-, Fernseh- und Bühnenschauspieler. Er arbeitete hauptsächlich in den USA und spielte oft harte Kerle.

## Leben
Knight diente kurzzeitig in der britischen Armee. Kurz darauf verließ er England und ging nach Kanada. Knight begann im Alter von sieben Jahren mit der Schauspielerei. Er studierte an der Sir George Williams University in Montreal, Quebec, und später am Wesley Theological Seminary in Washington, D. C.  Er erwarb Abschlüsse in Anglistik, Philosophie, Theologie und Theaterwissenschaften.
1965 zog er nach Kalifornien, um Schauspieler zu werden, und war hauptsächlich als Charakterdarsteller tätig. Er hatte zahlreiche Gastauftritte in Fernsehserien wie Combat!, The Time Tunnel, Verliebt in eine Hexe, Ein Käfig voller Helden, Big Valley, Hawaii Five-O, It Takes a Thief, Bonanza, Mannix, Kobra, übernehmen Sie, Columbo, Banacek, Night Gallery, Cannon, Kojak, Unsere kleine Farm und Barnaby Jones sowie in halbregelmäßigen Rollen in Serien wie The Immortal. Im Jahr 1976 spielte er in dem Disney-Film Der Schatz von Matecumbe mit. Er trat im PBS -Fernsehfilm Das Gespenst von Canterville auf.
Knight studierte Theologie und wurde 1956 zum Pfarrer ordiniert. Auch während seiner Schauspielkarriere war er zeitweise als Pfarrer tätig. Er war Pfarrer der United Church of Christ in Simi Valley, Kalifornien. Knight starb am 18. August 1997 in Squaw Valley, Fresno County, Kalifornien, USA, an den Folgen eines Schlaganfalls Anfang des Monats.

## Filmografie
- 1966: Munster, Go Home!
- 1967: Kill a Dragon
- 1968: The Hell with Heroes
- 1968: The Virginian
- 1970: Zu spät für Helden – Antreten zum Verrecken (Too Late the Hero)
- 1970: Herrscher der Insel (The Hawaiians)
- 1971: Something Big
- 1972: Columbo
  - 1972: Etüde in Schwarz
  - 1972: Alter schützt vor Torheit nicht
- 1973: Trader Horn
- 1975: The Apple Dumpling Gang
- 1976: Treasure of Matecumbe
- 1982: Das Ding aus dem Sumpf (Swamp Thing)
- 1992: Mord ist ihr Hobby: Wind in altem Gebälk